# Homeless World Cup
La Homeless World Cup (HWC, en anglès Copa Mundial dels Sense Sostre) és l'únic torneig internacional de futbol anual —organitzat des de 2003— que busca generar canvis duradors en persones indigents d'arreu del món.

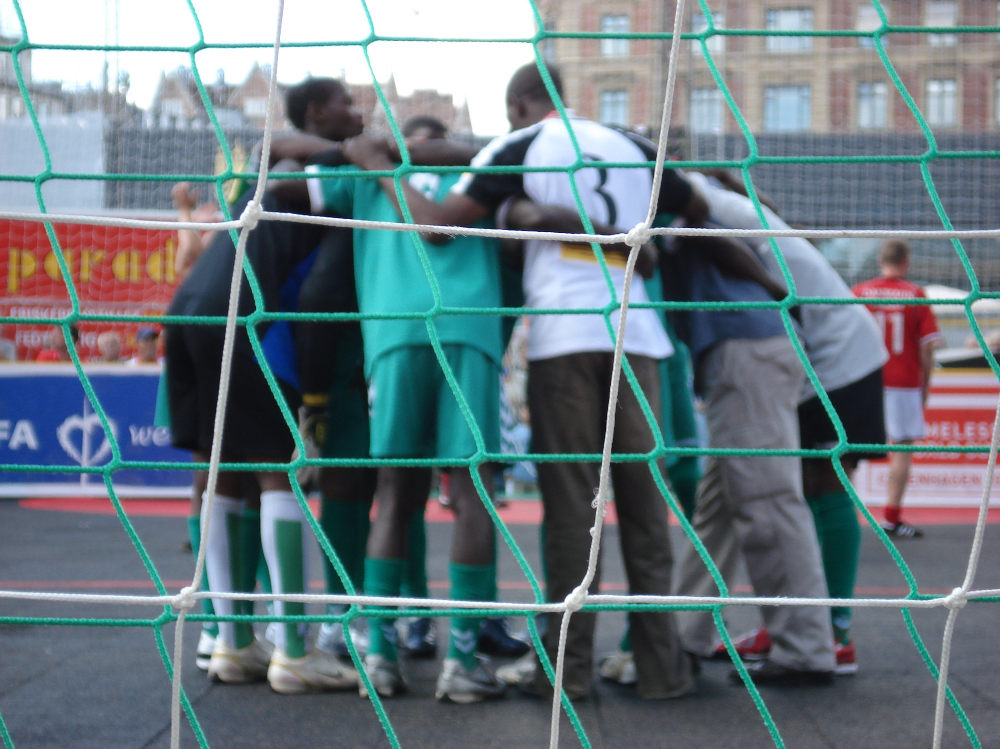
Jugadors durant la Homeless World Cup 2007 a Copenhagen

La copa busca realitzar un canvi radical —a través d'un mundial de futbol— amb persones excloses socialment, sense llar i que viuen en la pobresa, creant un impacte social tant en els jugadors participants com també en els voluntaris, espectadors i aquella gent que treballa sota el nom d'algun diari associat. Components que ajuden a aquest propòsit són la creació d'un esdeveniment anual amb alta aprovació i reconeixement i un desenvolupament continu de programes en el món sencer per a assegurar que es beneficiï cada vegada més un major número de gent.
El mundial està organitzat per l'oficina central del HWC a Edimburg, Escòcia en estreta cooperació amb els països que alberguen el campionat, en aquest cas amb l'organització The Big Issue South Africa que també és membre de la INSP i amb la Xarxa Internacional de Periòdics de Carrer —i els seus membres— per a promoure la salut i la recuperació de l'autoestima de persones que, per errors propis o per grans dificultats com la ruptura de llaços familiars i laborals han acabat experimentant una de les més rigoroses formes d'exclusió, que és la supervivència al carrer.

## Socis més importants de la HWC
Alguns dels socis més importants són:
- UEFA.
- La Xarxa Internacional de Publicacions del Carrer (anglès:International Network of Street Newspapers) (INSP).
- Campaña Whiteband.
- Les Nacions Unides (ONU).
- Philips.

## Països que hi participen
| - Afganistan - Alemanya - Argentina - Austràlia - Àustria - Bèlgica - Bòsnia i Hercegovina - Brasil - Bulgària - Burundi - Cambodja - Camerun - Canadà - Xile - R.P. de la Xina - Colòmbia - Corea del Sud - Costa d'Ivori - Costa Rica - Croàcia - Dinamarca - Egipte - Escòcia - Eslovàquia | - Eslovènia - Espanya - Estats Units - Estònia - Etiòpia - Filipines - Finlàndia - França - Gal·les - Ghana - Grenada - Grècia - Guatemala - Haití - Hong Kong - Hongria - Índia - Indonèsia - Anglaterra - Irlanda - Irlanda del Nord - Israel - Itàlia - Japó | - Kazakhstan - Kenya - Kiribati - Libèria - Lituània - Luxemburg - Malàisia - Marroc - Mèxic - Namíbia - Nigèria - Noruega - Nova Zelanda - Països Baixos - Palestina - Paraguai - Perú - Polònia - Portugal - Txèquia - Ruanda - Romania - Rússia - Sèrbia | - Sierra Leone - Sud-àfrica - Suècia - Suïssa - Timor Oriental - Ucraïna - Uganda - Zàmbia - Zimbàbue |

## Edicions

### 2003 (1a edició)
La primera Homeless World Cup va tenir lloc al juliol de 2003 a la ciutat de Graz, Àustria, en aquells dies capital cultural europea. Va ser un gran èxit. Malgrat la tensió competitiva, va regnar un ambient de companyonia entre els equips participants. Gràcies a la participació dels mitjans de comunicació (més de 90 periodistes internacionals i 25 equips televisius), aquest esdeveniment es va convertir en un gran esdeveniment mediàtic.
- 109 partits
- 20 000 espectadors

### 2004 (2a edició)
Es va realitzar a Suècia, on el guanyador va ser Itàlia amb una victòria atapeïda entre aquest i Àustria, va acabar amb un 4 a 0.

### 2005 (3a edició)
Enguany el torneig es va realitzar a Edimburg, Escòcia, entre el 20 i el 24 de juliol

### 2006 (4a edició)
Enguany el torneig es va realitzar a Ciutat del Cap, Sud-àfrica, entre el 23 i el 30 de setembre, en la mateixa plaça en la qual Nelson Mandela va pronunciar el seu primer discurs després de sortir de presó i escenari de protestes antiapartheid, on 500 jugadors de 48 països es van donar cita per a competir per la Homeless World Cup. La quantitat d'equips en aquesta edició va ser rècord i la participació dels diversos països d'Àfrica, que en 2005 no van poder participar al torneig que es va realitzar a Escòcia perquè el Regne Unit no els va atorgar la visa per a entrar al país, va ser una sorpresa ja que enguany van aconseguir participar per primera vegada.
Aquest torneig a Ciutat del Cap va marcar la diferència amb la participació massiva dels països africans, del continent més postergats del món, i això contribuirà a una presa de consciència sobre la necessitat i patiments provocats per la pobresa i el creixement demogràfic.
Durant l'esdeveniment es va realitzar un Fòrum Social en una carpa on organitzacions socials, petits productors i tallers de producció artesanal van presentar els seus treballs. Es va realitzar una conferència Antiracisme, en la qual van participar funcionaris, líders socials i el famós futbolista de Moçambic Eusébio da Silva Ferreira que va acompanyar als capitans dels 48 equips durant la inauguració, en una marxa a la qual va assistir el president de Sud-àfrica, Thabo Mbeki.
Eusébio va dir: donar inici al torneig és un moment important per a tots. Per als jugadors, és la possibilitat de parar-se orgullosos i representar els seus països i tenir el coratge de canviar les seves vides. Per a l'esport, això demostra que el "futbol de base" pot canviar vides, pot ajudar a canviar el món.
El president i co-fundador del Mundial de Futbol Carrer, Mel Young, va dir: el nivell futbolístic va ser sorprenent i va superar a edicions anteriors, la participació de la comunitat va ser fabulosa; en la seva majoria gent de color i de raça negra i més enllà d'això la resta dels jugadors del món han experimentat una vivència inoblidable.

#### La HWC en xifres 2006
- 270 voluntaris.
- 496 jugadors.
- 300 partits.
- 1800 gols.
- 10 000 bananes.
- 12 000 litres d'aigua.
- la 4t edició del HWC va acabar amb Rússia com a guanyadora de la Copa.
- Dels 26 equips llistats l'any passat d'Edimburg, Escòcia, només dos (Polònia i Rússia van arribar a la final per la Copa Homeless World Cup. Mèxic, que va participar per primera vegada, va obtenir el quart lloc.[4]
- Rússia va guanyar més partits que cap altre equip mentre que Kazakhstan va aconseguir 12 partits guanyats. També Libèria es va assegurar 12 victòries.
- Al llarg dels 300 partits jugats, es van realitzar 1 800 gols (mitjana de 6 gols per partit). En total van participar 48 països, xifra rècord del HWC representats per 496 jugadors.
- Els jugadors van consumir 12 mil litres d'aigua i 10 mil bananes durant l'esdeveniment.
- 270 voluntaris van participar i van ajudar en l'esdeveniment. 120 dels quals van estar actius a jornada completa.
- La final del HWC va ser transmesa pel canal SABAC.

### 2014
Enguany es va realitzar a Xile, a la ciutat de Santiago, a la Plaza de la Ciudadanía del 18 al 26 d'octubre, amb 42 països participants.

## Resultats i estadístiques

### Campionats Masculins
Aquesta taula mostra els principals resultats de la fase final de cada Homeless World Cup. Per a més informació sobre un torneig en particular, vegeu la pàgina especialitzada d'ella en Detalls.
| Any         | País amfitrió |            | Campió          | Resultat             | Segon lloc    |                 | Tercer lloc | Resultat        | Quart lloc |
| 2003 Detall | Àustria       | Àustria    | 2:1             | Angola               | Països Baixos | 11:5            | Brasil      |                 |            |
| 2004 Detall | Suècia        | Itàlia     | 4:0             | Àustria              | Polònia       | 7:4             | Escòcia     |                 |            |
| 2005 Detall | Escòcia       | Itàlia     | 9:3             | Polònia              | Ucraïna       | 11:5            | Escòcia     |                 |            |
| 2006 Detall | Sud-àfrica    | Rússia     | 1:0             | Kazakhstan           | Polònia       | 3:1             | Mèxic       |                 |            |
| 2007 Detall | Dinamarca     | Escòcia    | 9:3             | Polònia              | Libèria       | 11:5            | Dinamarca   |                 |            |
| 2008 Detall | Austràlia     | Afganistan | 5:4             | Rússia               | Ghana         | 6:4             | Escòcia     |                 |            |
| 2009 Detall | Itàlia        | Ucraïna    | 5:4             | Portugal             | Brasil        | 3:2             | Nigèria     |                 |            |
| 2010 Detall | Brasil        | Brasil     | 6:0             | Xile                 | Mèxic         | 4:4 1:0 penalti | Portugal    |                 |            |
| 2011 Detall | França        | Escòcia    | 4:3             | Mèxic                | Brasil        | 7:1             | Kenya       |                 |            |
| 2012 Detall | Mèxic         | Xile       | 8:5             | Mèxic                | Brasil        | 6:2             | Indonèsia   |                 |            |
| 2013 Detall | Polònia       | Brasil     | 3:3 1:0 penalti | Mèxic                | Rússia        | 6:6 1:0 penalti | Xile        |                 |            |
| 2014 Detall | Xile          | Xile       | 5:2             | Bòsnia i Hercegovina | Polònia       | 4:4 1:0 penalti | Brasil      |                 |            |
| 2015 Detall | Països Baixos | Mèxic      | 5:2             | Ucraïna              | Portugal      | 2:2 1:0 penalti | Brasil      |                 |            |
| 2016 Detall | Escòcia       | Mèxic      | 6:1             | Brasil               | Rússia        | 3:1             | Xile        |                 |            |
| 2017 Detall | Noruega       | Brasil     | 4:3             | Mèxic                | Rússia        | 5:3             | Xile        |                 |            |
| 2018 Detall | Mèxic         | Mèxic      | 6:3             | Xile                 | Hongria       | 6:5             | Portugal    |                 |            |
| 2019 Detall | Gal·les       |            | Mèxic           | 5:1                  | Xile          |                 | Rússia      | 7:7 1:0 penalti | Portugal   |
| 2020 Detall | Finlàndia     |            |                 |                      |               |                 |             |                 |            |

### Palmarès Masculí
La llista a continuació mostra als 21 equips que han estat entre els quatre millors d'alguna edició del torneig.
En cursiva, s'indica el torneig en què l'equip va ser local.
| Equip                | Campió                     | Subcampió                  | Tercer lloc                | Quart lloc           |
| -------------------- | -------------------------- | -------------------------- | -------------------------- | -------------------- |
| Mèxic                | 4 (2015, 2016, 2018, 2019) | 4 (2011, 2012, 2013, 2017) | 1 (2010)                   | 1 (2006)             |
| Brasil               | 3 (2010, 2013, 2017)       | 1 (2016)                   | 3 (2009, 2011, 2012)       | 3 (2003, 2014, 2015) |
| Xile                 | 2 (2012, 2014)             | 3 (2010, 2018, 2019)       |                            | 3 (2013, 2016, 2017) |
| Escòcia              | 2 (2007, 2011)             |                            |                            | 3 (2004, 2005, 2008) |
| Itàlia               | 2 (2004, 2005)             |                            |                            |                      |
| Rússia               | 1 (2006)                   | 1 (2008)                   | 4 (2013, 2016, 2017, 2019) |                      |
| Ucraïna              | 1 (2009)                   | 1 (2015)                   | 1 (2005)                   |                      |
| Àustria              | 1 (2003)                   | 1 (2004)                   |                            |                      |
| Afganistan           | 1 (2008)                   |                            |                            |                      |
| Polònia              |                            | 2 (2005, 2007)             | 3 (2004, 2006, 2014)       |                      |
| Portugal             |                            | 1 (2009)                   | 1 (2015)                   | 3 (2010, 2018, 2019) |
| Anglaterra           |                            | 1 (2003)                   |                            |                      |
| Kazakhstan           |                            | 1 (2006)                   |                            |                      |
| Bòsnia i Hercegovina |                            | 1 (2014)                   |                            |                      |
| Països Baixos        |                            |                            | 1 (2003)                   |                      |
| Libèria              |                            |                            | 1 (2007)                   |                      |
| Ghana                |                            |                            | 1 (2008)                   |                      |
| Hongria              |                            |                            | 1 (2018)                   |                      |
| Dinamarca            |                            |                            |                            | 1 (2007)             |
| Nigèria              |                            |                            |                            | 1 (2009)             |
| Kenya                |                            |                            |                            | 1 (2011)             |
| Indonèsia            |                            |                            |                            | 1 (2012)             |

### Campionats Femenins
Aquesta taula mostra els principals resultats de la fase final de cada Homeless World Cup Femenina. Per a més informació sobre un torneig en particular, vegeu la pàgina especialitzada d'ella en Detalls.
| Any         | País amfitrió |        | Campió | Resultat    | Segon lloc  |                           | Tercer lloc | Resultat | Quart lloc |
| 2008 Detall | Austràlia     | Zàmbia | 7:1    | Libèria     | Kirguizstan | 6:4                       | Colòmbia    |          |            |
| 2010 Detall | Brasil        | Brasil | 7:3    | Mèxic       | Haití       | 2:0                       | Kirguizstan |          |            |
| 2011 Detall | França        | Kenya  | 4:3    | Mèxic       | Brasil      | 6:0                       | Argentina   |          |            |
| 2012 Detall | Mèxic         | Mèxic  | 6:2    | Brasil      | Xile        | 4:0                       | Indonèsia   |          |            |
| 2013 Detall | Polònia       | Mèxic  | 4:1    | Xile        | Hongria     | 3:1                       | Kirguizstan |          |            |
| 2014 Detall | Xile          | Xile   | 4:3    | Mèxic       | Brasil      | 4:3                       | Kirguizstan |          |            |
| 2015 Detall | Països Baixos | Mèxic  | 3:1    | Xile        | Noruega     | 5:1                       | Hongria     |          |            |
| 2016 Detall | Escòcia       | Mèxic  | 5:0    | Kirguizstan | Xile        | 2:1                       | Escòcia     |          |            |
| 2017 Detall | Noruega       | Mèxic  | 4:2    | Xile        | Kenya       | 4:0                       | Kirguizstan |          |            |
| 2018 Detall | Mèxic         | Mèxic  | 5:3    | Colòmbia    | Xile        | 3:2                       | Brasil      |          |            |
| 2019 Detall | Gal·les       | Mèxic  | 6:0    | Perú        | Romania     | 3:3 2:1 tanda de penaltis | Xile        |          |            |
| 2020 Detall | · Per definir |        |        |             |             |                           |             |          |            |

### Palmarès Femení
La llista a continuació mostra als 16 equips que han estat entre els quatre millors d'alguna edició del torneig.
En cursiva, s'indica el torneig en què l'equip va ser local.
| Equip       | Campió                                       | Subcampió            | Tercer lloc          | Quart lloc                 |
| ----------- | -------------------------------------------- | -------------------- | -------------------- | -------------------------- |
| Mèxic       | 7 (2012, 2013, 2015, 2016, 2017, 2018, 2019) | 3 (2010, 2011, 2014) |                      |                            |
| Xile        | 1 (2014)                                     | 3 (2013, 2015, 2017) | 3 (2012, 2016, 2018) | 1 (2019)                   |
| Brasil      | 1 (2010)                                     | 1 (2012)             | 2 (2011, 2014)       | 1 (2018)                   |
| Kenya       | 1 (2011)                                     |                      | 1 (2017)             |                            |
| Zàmbia      | 1 (2008)                                     |                      |                      |                            |
| Kirguizstan |                                              | 1 (2016)             | 1 (2008)             | 4 (2010, 2013, 2014, 2017) |
| Colòmbia    |                                              | 1 (2018)             |                      | 1 (2008)                   |
| Libèria     |                                              | 1 (2008)             |                      |                            |
| Perú        |                                              | 1 (2019)             |                      |                            |
| Hongria     |                                              |                      | 1 (2013)             | 1 (2015)                   |
| Haití       |                                              |                      | 1 (2010)             |                            |
| Noruega     |                                              |                      | 1 (2015)             |                            |
| Romania     |                                              |                      | 1 (2019)             |                            |
| Argentina   |                                              |                      |                      | 1 (2011)                   |
| Escòcia     |                                              |                      |                      | 1 (2016)                   |
| Indonèsia   |                                              |                      |                      | 1 (2012)                   |